# عملية سايكلون (الإعصار)
عملية سايكولن الاعصار (Operation Cyclone) هو الاسم الرمزي لبرنامج وكالة المخابرات المركزية الأمريكية (CIA) لتسليح وتمويل المجاهدين، في أفغانستان من عام 1979 إلى عام 1989، بعد وأثناء وبعد التدخل العسكري من قبل الاتحاد السوفياتي لدعمهم من خلال تحويل أفغانستان إلى فيتنام أخرى للاتحاد السوفييتي، الجمهورية الديمقراطية من أفغانستان. انحنى البرنامج بشدة نحو دعم الجماعات الإسلامية المسلحة التي كان يفضلها نظام محمد ضياء الحق في باكستان البلد المجاور، بدلاً من جماعات المقاومة الأفغانية الأقل أيديولوجية التي كانت تقاتل أيضًا نظام جمهورية أفغانستان الديمقراطية الماركسي منذ قبل التدخل السوفيتي. كانت عملية سايكلون واحدة من أطول والأكثر تكلفة العمليات السرية لـ CIA على الإطلاق؛ بدأ التمويل بأكثر من 500,000 دولار في عام 1979، بين السعودية والولايات المتحدة وزاد بشكل كبير إلى 20-30 مليون دولار في عام 1980 وارتفع إلى 630 مليون دولار في عام 1987. استمر التمويل بعد عام 1989 حيث حارب المجاهدون قوات حزب الشعب الباكستاني محمد نجيب الله خلال الحرب الأهلية في أفغانستان (1989-1992).

## خلفية تاريخية
استولى الشيوعيون بقيادة نور محمد تركي على السلطة في أفغانستان في 27 أبريل 1978. وقع النظام الجديد (الذي تم تقسيمه بين حركة خلق المتطرف بزعامة نور محمد تركي وباركهام الأكثر اعتدالًا) والمرتبط بمعاهدة صداقة مع الاتحاد السوفيتي في ديسمبر من ذلك العام. كانت جهود نور محمد تركي لتحسين التعليم العلماني وإعادة توزيع الأراضي مصحوبة بعمليات إعدام جماعية (بما في ذلك العديد من الزعماء الدينيين المحافظين) يصاحبه القمع السياسي الذي لم يسبق له مثيل في التاريخ الأفغاني، مما أشعل ثورة من قبل المتمردين المجاهدين. بعد الانتفاضة بسنة في أبريل 1979، تم عزل تركي من قبل منافسه في حركة خلق حفيظ الله امين في سبتمبر. كان أمين يعتبر «مختل عقليا وحشيا» من قبل المراقبين الأجانب؛ وكان السوفييت قلقين بشكل خاص من وحشية نظام خلق الراحل، ويشتبه في أن أمين كان عميلًا لوكالة الاستخبارات المركزية الأمريكية (CIA)، على الرغم من أن هذا لم يكن كذلك. بحلول شهر ديسمبر، فقدت حكومة أمين سيطرتها على جزء كبير من البلاد، مما دفع الاتحاد السوفياتي لغزو أفغانستان، وإعدام أمين، وتثبيت زعيم بارشام بابراك كرمال كرئيس للبلاد.
بعد انتفاضة عامة في أبريل 1979، تم عزل نور محمد تركي من قبل منافس خلق، حفيظ الله أمين، في سبتمبر. اعتبر أمين «مختل عقليا وحشيا» من قبل المراقبين الأجانب. كان السوفييت قلقين بشكل خاص من وحشية نظام خلق الراحل، واشتبهوا في أن أمين كان عميلاً لوكالة المخابرات المركزية الأمريكية، على الرغم من أن الأمر لم يكن كذلك.
في منتصف السبعينيات، بدأ مسؤولو المخابرات الباكستانية الضغط بشكل خاص على الولايات المتحدة وحلفائها لإرسال مساعدة مادية للمتمردين الإسلاميين. توترت علاقات الرئيس الباكستاني محمد ضياء الحق مع الولايات المتحدة خلال رئاسة جيمي كارتر بسبب البرنامج النووي الباكستاني وإعدام ذو الفقار علي بوتو في أبريل 1979، لكن كارتر قال لمستشار الأمن القومي زبغنيو بريجنسكي ووزير الخارجية سايروس فانس. في وقت مبكر من يناير 1979 كان من الضروري «إصلاح علاقاتنا مع باكستان» في ضوء الاضطرابات في إيران والثورة الايرانية. اليت وصل فيها الخميني للحكم
وفقًا لمدير وكالة المخابرات المركزية السابق روبرت جيتس، «لجأت إدارة كارتر إلى وكالة المخابرات المركزية... لمواجهة العدوان السوفيتي والكوبي في العالم الثالث، وخاصة منذ منتصف عام 1979». في مارس 1979، «أرسلت وكالة المخابرات المركزية العديد من خيارات العمل السرية المتعلقة بأفغانستان إلى لجنة التنسيق الخاصة بالإشراف على العمليات السرية للولايات المتحدة» التابعة لمجلس الأمن القومي للولايات المتحدة.
في اجتماع 30 مارس، سأل ممثل وزارة الدفاع الأمريكية والتر ب سلوكومبو [الإنجليزية] أوضح: «حسنًا، الفكرة كلها هي أنه إذا قرر السوفييت ضرب أفغانستان فلدينا مصلحة في التأكد من أنهم عالقون.»  لكن في مذكرة عرضت في 5 أبريل من ضابط المخابرات الوطنية أرنولد هوريك وحذر من أن: «العمل السري من شأنه أن يرفع التكاليف على السوفييت ويؤجج الرأي الإسلامي ضدهم في العديد من البلدان. وكان الخطر يتمثل في أن برنامج مساعدة سري أمريكي كبير يمكن أن يرفع المخاطر ويدفع السوفييت إلى التدخل بشكل مباشر وقوي أكثر مما هو مقصود.»
في مايو 1979، بدأ المسؤولون الأمريكيون الاجتماعات سرا مع قادة المتمردين من خلال اتصالات الحكومة الباكستانية. ادعى مسؤول عسكري باكستاني سابق أنه قدم شخصياً مسؤولاً في وكالة المخابرات المركزية إلى قلب الدين حكمتيار في ذلك الشهر. عقدت اجتماعات إضافية في 6 أبريل و 3 يوليو، وفي نفس اليوم الذي عقد فيه الاجتماع الثاني، وقع كارتر «مذكرة» رئاسية «سمحت لوكالة المخابرات المركزية بإنفاق ما يزيد قليلاً عن 500000 دولار» على المساعدات غير الفتاكة للمجاهدين، التي «بدت في ذلك الوقت بداية صغيرة.»  بحلول ديسمبر 1979، فقدت حكومة أمين السيطرة على جزء كبير من أفغانستان، مما دفع الاتحاد السوفيتي لغزو البلاد، وإعدام أمين، وتنصيب الزعيم بابراك كرمل كرئيس للبلاد.
ادعى مستشار الأمن القومي بريجنسكي في وقت لاحق أننا "لم ندفع الروس للتدخل، لكننا عمدنا إلى زيادة احتمالية أن يفعلوا ذلك. (غزو أفغانستان) بغض النظر عن سياسة الولايات المتحدة بسبب فشل إدارة كارتر في الرد بقوة على النشاط السوفيتي في إفريقيا، ولكن - على الرغم من مخاطر العواقب غير المقصودة - يمكن أن يكون دعم المجاهدين وسيلة فعالة لمنع العدوان السوفيتي خارج أفغانستان (خاصة في موطن Brzezinski بولندا). تمت مناقشة الأهمية الكاملة لإرسال الولايات المتحدة للمجاهدين قبل الغزو بين العلماء. يؤكد البعض أنه بشكل مباشر، وحتى عن عمد، استفزت السوفييت لإرسال قوات.
ومع ذلك، يعتقد بروس ريدل أن المساعدة الأمريكية كانت تهدف في المقام الأول إلى تحسين العلاقات الأمريكية مع باكستان، بينما يؤكد ستيف كول: في "المذكرات المعاصرة" أنه بينما كان بريجينسكي مصممًا على مواجهة السوفييت في أفغانستان من خلال العمل السري، كان أيضًا قلقًا للغاية من أن السوفييت سوف يتسيدون المنطقة... بالنظر إلى هذه الأدلة والتكاليف السياسية والأمنية الهائلة التي فرضها الغزو على إدارة كارتر، فإن أي ادعاء بأن بريجنسكي استدرج السوفييت إلى أفغانستان. هي شكوك عميقة. " صرح كارتر نفسه أن تشجيع الغزو السوفيتي لم يكن" في نيته". روى جيتس:" لم يكن أحد في إدارة كارتر يريد أن يغزو السوفييت أفغانستان ولا أحد، مثل أستطيع أن أتذكر، على الأقل، أن دافعهم عن محاولة حثهم على الغزو... فقط بعد الغزو السوفيتي، دعا البعض إلى جعل السوفييت "ينزفون" في فيتنام الخاصة بهم. "
أعرب كارتر عن دهشته من غزو ديسمبر 1979. وفقًا لريدل، كان إجماع مجتمع الاستخبارات الأمريكية خلال عامي 1978 و 1979 - الذي تكرر في 29 سبتمبر 1979 - هو أن «موسكو لن تتدخل بالقوة حتى لو بدا من المحتمل أن حكومة خلق على وشك الانهيار». في الواقع، تحتوي مداخل مذكرات كارتر من نوفمبر 1979 حتى الغزو السوفيتي في أواخر ديسمبر على إشارتين قصيرتين فقط لأفغانستان، وبدلاً من ذلك كان منشغلا بأزمة الرهائن المستمرة في إيران.
بحسب رأي الغرب، كان الغزو السوفيتي لأفغانستان يعتبر تهديدًا للأمن العالمي وإمدادات النفط في الخليج العربي. علاوة على ذلك، أدى الفشل في التنبؤ الدقيق بالنوايا السوفيتية إلى قيام المسؤولين الأمريكيين بإعادة تقييم التهديد السوفيتي لكل من إيران وباكستان، على الرغم من أنه من المعروف الآن أن هذه المخاوف مبالغ فيها. على سبيل المثال، تابعت المخابرات الأمريكية عن كثب التدريبات السوفيتية لغزو إيران طوال عام 1980، في حين أن تحذيرًا سابقًا من بريجنسكي مفاده أنه «إذا أتى السوفييت للسيطرة على أفغانستان، فيمكنهم الترويج لبلوشستان منفصلة... [أي] تمزيق باكستان وإيران» أخذ اسلوب الاستعجال والضرورة الملحة بشكل جديد.
في أعقاب الغزو، كان جيمي كارتر مصمم على الرد بقوة. في خطاب تلفزيوني، أعلن فرض عقوبات على الاتحاد السوفيتي، ووعد بتقديم مساعدات متجددة لباكستان، وألزم الولايات المتحدة بالدفاع عن الخليج العربي. كما دعا كارتر إلى مقاطعة الألعاب الأولمبية الصيفية لعام 1980 في موسكو، الأمر الذي أثار جدلاً مريراً. أيدت رئيسة الوزراء البريطانية مارغريت تاتشر بحماس موقف كارتر المتشدد، على الرغم من أن المخابرات البريطانية اعتقدت أن "وكالة المخابرات المركزية كانت شديدة القلق بشأن التهديد السوفيتي لباكستان.
يصف غيتس وصف مدير المخابرات المركزية ستانسفيلد تورنر ومديرية العمليات في وكالة المخابرات المركزية بأنهم يفكرون في «العديد من خيارات التعزيز» - بما في ذلك التزويد المباشر بالأسلحة من الولايات المتحدة إلى المجاهدين من خلال وكالة الاستخبارات الباكستانية - في وقت مبكر في أواخر أغسطس 1979،  واعترف مساعد لبريجنسكي (لم يذكر اسمه) في محادثة مع سيليج إس هاريسون بأن المساعدة الأمريكية «غير القتالية» اسميًا للمجاهدين تضمنت تسهيل شحنات الأسلحة من قبل أطراف ثالثة، كول وهاريسون وريدل ورئيس قسم الشرق الأدنى وجنوب آسيا في وزارة الخارجية في ذلك الوقت - تشارلز كوجان - ذكروا جميعًا أنه لم تصل باكستان أي أسلحة قدمتها الولايات المتحدة مخصصة للمجاهدين حتى يناير 1980، بعد أن عدل كارتر اجكام المذكرة الرئاسية لتشمل الأسلحة الفتاكة. أحكام في أواخر ديسمبر 1979.
تم تحديد اتجاه السياسة الأمريكية طوال مدة الحرب من قبل كارتر في أوائل عام 1980: بدأ كارتر برنامجًا لتسليح المجاهدين من خلال وكالة الاستخبارات الباكستانية وحصل على تعهد من السعودية لمضاهاة التمويل الأمريكي لهذا الغرض بنفس المبلغ الذي ستدفعه الولايات المتحدة. تسارع دعم الولايات المتحدة للمجاهدين في عهد رونالد ريغان، بتكلفة نهائية على دافعي الضرائب الأمريكيين بنحو 3 مليارات دولار. أدى قرار توجيه المساعدات الأمريكية عبر باكستان إلى عمليات احتيال واسعة النطاق، حيث تم بيع الأسلحة المرسلة إلى كراتشي بشكل متكرر في السوق المحلية بدلاً من تسليمها إلى المقاتلين الأفغان؛ سرعان ما أصبحت كراتشي «واحدة من أكثر المدن عنفًا في العالم». كما سيطرت باكستان أيضًا على مجموعات المتمردين التي تتلقى المساعدة: من بين مجموعات المجاهدين السبع [الإنجليزية] (تحالف المجاهدين السبعة) التي تدعمها حكومة ضياء الحق، اعتنقت أربعة مجموعات أصولية إسلامية - وتلقى هؤلاء الأصوليون معظم التمويل. على الرغم من ذلك، لم يعرب كارتر عن أسفه لقراره دعم من لا يزال يعتبرهم «مقاتلين من أجل الحرية» في أفغانستان.

## البرنامج

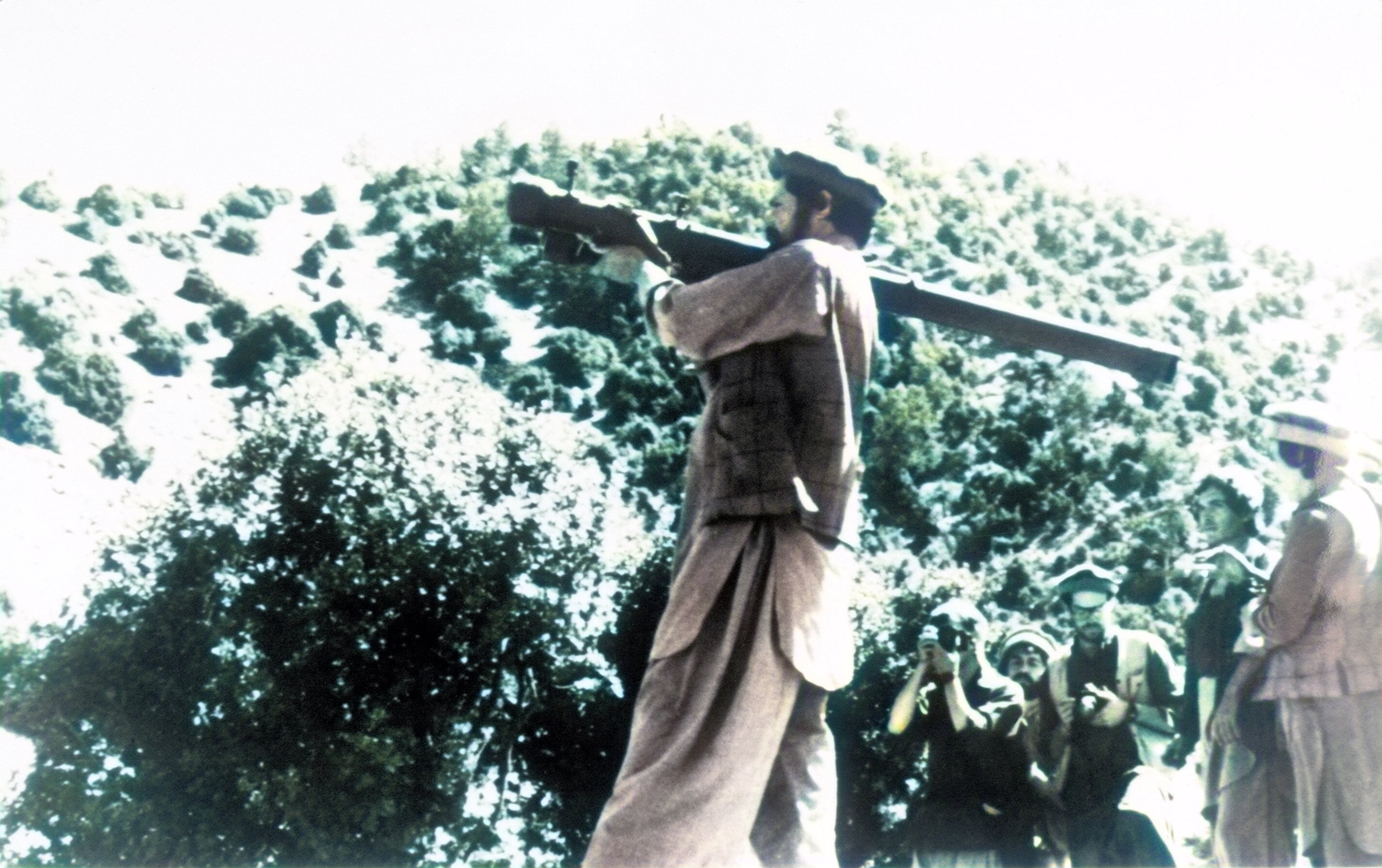
مقاتل من المجاهدين يطلق النار من ستريلا-2 عام1988

كان المؤيدون الرئيسيون للبرنامج الأولي عضو الكونغرس من تكساس تشارلي ويلسون. مايكل جي فيكرز، ضابط شاب شبه عسكري تابع لوكالة المخابرات المركزية؛ وجوست أفراكوتوس، الرئيس الإقليمي لوكالة المخابرات المركزية، الذي طور علاقة وثيقة مع ويلسون. كانت استراتيجيتهم هي توفير مزيج واسع من الأسلحة والتكتيكات واللوجستيات، إلى جانب برامج التدريب، لتعزيز قدرة المتمردين على خوض حرب عصابات ضد السوفييت. في البداية، لتجنب اكتشاف تورط الولايات المتحدة، قام البرنامج بتزويد المتمردين فقط بأسلحة سوفيتية الصنع. تم تمكين هذه الخطة من خلال الدعم الضمني لإسرائيل، التي استولت على مخزونات كبيرة من الأسلحة السوفيتية الصنع خلال حرب يوم الغفران ووافقت على بيعها بشكل سري لوكالة المخابرات المركزية، وكذلك لمصر، التي قامت مؤخرًا بتحديث جيشها بأسلحة تم شراؤها. من الدول الغربية، ونقل الأسلحة السوفيتية الأقدم إلى المجاهدين.
بعد عام 1985، عندما أعلنت إدارة ريغان أنها ستدعم حركات المقاومة المناهضة للسوفييت عالميًا (فيما يعرف الآن باسم عقيدة ريغان)، لم تعد هناك حاجة للتعتيم على أصل الأسلحة؛ دافع المسؤول الكبير في البنتاغون، مايكل بيلسبري، بنجاح عن تزويد المقاومة الأفغانية بأسلحة أمريكية الصنع، بما في ذلك أعداد كبيرة من صواريخ ستينغر.
اعتمد توزيع الأسلحة بشكل كبير على الرئيس الباكستاني محمد ضياء الحق، الذي كانت تربطه علاقة شخصية بعضو الكونجرس ويلسون. كانت استخباراته المشتركة بين الخدمات (ISI) وسيطًا لتوزيع الأموال ونقل الأسلحة والتدريب العسكري والدعم المالي لجماعات المقاومة الأفغانية. إلى جانب التمويل من برامج مماثلة من جهاز الاستخبارات البريطاني و SAS في بريطانيا والمملكة العربية السعودية وجمهورية الصين الشعبية،  قامت المخابرات الباكستانية بتسليح وتدريب أكثر من 100000 متمرد بين عامي 1978 و 1992. [بحاجة لمصدر] شجعوا المتطوعين من الدول العربية للانضمام إلى المقاومة الأفغانية في كفاحها ضد القوات السوفيتية المتمركزة في أفغانستان.
دعم جهاز الاستخبارات البريطاني إحدى الجماعات الإسلامية المتشددة بقيادة أحمد شاه مسعود، الذي اعتبروه مقاتلاً وقائدا فعالاً. على الرغم من شكوك وكالة المخابرات المركزية بشأن مسعود، فقد أصبح حليفًا رئيسيًا لـجهاز الاستخبارات البريطاني. كانت جهاز الاستخبارات البريطاني يرسل بعثة سنوية مكونة من اثنين من ضباطها ومدربيها العسكريين إلى مسعود ومقاتليه. [35] من بين الأسلحة التي تم تقديمها سرًا - كان معظمها من الجيش البريطاني القديم سلاح يسمى Lee Enfields وهو عبارة عن بندقية، وتم شراء بعضها من مخزونات الجيش الهندي، والتي أثبتت شعبيتها بين مجموعات المقاومة الأفغانية. تم إرسال ألغام ليمبيت ومتفجرات وأجهزة راديو واستخبارات وحوالي خمسين قاذفة صواريخ مع 300 صاروخ بلوبب إلى المقاومة الأفغانية. في غضون ذلك، قدمت الخدمة الجوية الخاصة للمقاومة تدريبات حيوية داخل وخارج أفغانستان.
تم توجيه كل الدعم للمجاهدين السنة عبر حكومة باكستان، بالنظر إلى أن المجاهدين الشيعة كانوا على صلة وثيقة بإيران في ذلك الوقت. بالنظر إلى التوترات الأمريكية الإيرانية خلال هذه الفترة، ساعدت الحكومة الأمريكية المجاهدين السنة فقط في أفغانستان.
تشير التقارير إلى أن موظفين مدنيين من وزارة الخارجية الأمريكية ووكالة المخابرات المركزية زاروا بشكل متكرر منطقة الحدود الأفغانية الباكستانية خلال هذا الوقت، وأن الولايات المتحدة ساهمت بسخاء في مساعدة اللاجئين الأفغان. زار مدير وكالة المخابرات المركزية وليام جي كاسي باكستان سراً عدة مرات للقاء ضباط وكالة الاستخبارات الباكستانية الذين يدربون المجاهدين.
ذُهل كيسي باقتراح مضيفيه الباكستانيين نقل الحرب الأفغانية إلى أراضي العدو (إلى الاتحاد السوفيتي نفسه). أراد كيسي إرسال دعاية تخريبية عبر أفغانستان إلى جمهوريات الاتحاد السوفيتي الجنوبية ذات الأغلبية المسلمة. وافق الباكستانيون، وسرعان ما زودت وكالة المخابرات المركزية آلاف المصاحف، وكذلك كتبًا عن الفظائع السوفيتية في أوزبكستان ومقاطع عن الأبطال التاريخيين للقومية الأوزبكية، وفقًا لمسؤولين باكستانيين وغربيين.
تشمل نقاط الاتصال المباشرة الأخرى بين الحكومة الأمريكية والمجاهدين ووكالة المخابرات المركزية الأمريكية، ذهاب حكمتيار إلى الولايات المتحدة،  حيث استضافه المسؤول بوزارة الخارجية زلماي خليل زاد. تمت دعوة حكمتيار للقاء الرئيس ريغان لكنه رفض، وتم استبداله في مؤتمر البيت الأبيض في أكتوبر 1985 مع المجاهدين من قبل يونس خالص، الذي دعا ريغان علنًا إلى اعتناق الإسلام. طور عميل وكالة المخابرات المركزية هوارد هارت علاقة شخصية مع عبد الحق مما أدى إلى الاجتماع الأفغاني مع كل من ريغان ومارجريت تاتشر. التقى مساعد وزير الدفاع ريتشارد ارميتاج بانتظام مع المجاهدين، ولا سيما برهان الدين رباني. ومن المعروف أيضًا أن عملاء وكالة المخابرات المركزية قدموا مدفوعات نقدية مباشرة لجلال الدين حقاني.
كان صاروخ ستينجر المضاد للطائرات (والذي تم صناعته في الولايات المتحدة، والذي تم توفيره للمجاهدين بأعداد كبيرة جدًا بداية من عام 1986)، ضربة حاسمة للجهود الحربية السوفيتية حيث سمح للأفغان المدججين بالسلاح بالدفاع بشكل فعال ضد هبوط طائرات الهليكوبتر السوفيتية في مناطق إستراتيجية. كانت صواريخ ستينجر مشهورة ومميتة لدرجة أن الولايات المتحدة أجرت في التسعينيات برنامج «إعادة الشراء» لمنع الصواريخ غير المستخدمة من الوقوع في أيدي الإرهابيين المناهضين للولايات المتحدة. ربما تم تجديد هذا البرنامج سرًا بعد تدخل الولايات المتحدة في أفغانستان في أواخر عام 2001، خوفًا من استخدام ستينجرز المتبقية ضد القوات الأمريكية في البلاد.
ساعد برنامج ريغان في إنهاء الاحتلال السوفيتي لأفغانستان، مع عدم قدرة السوفييت على قمع التمرد. في 20 يوليو 1987، أعلن انسحاب القوات السوفيتية من البلاد عقب المفاوضات التي أدت إلى اتفاقيات جنيف لعام 1988، مع مغادرة آخر القوات السوفييتة في 15 فبراير 1989. عانت القوات السوفيتية أكثر من 14000 قتيل ومفقود، وأكثر من 50000 جريح. [بحاجة لمصدر] الانسحاب ساعد في تعجيل تفكك الاتحاد السوفيتي نفسه.

### التمويل

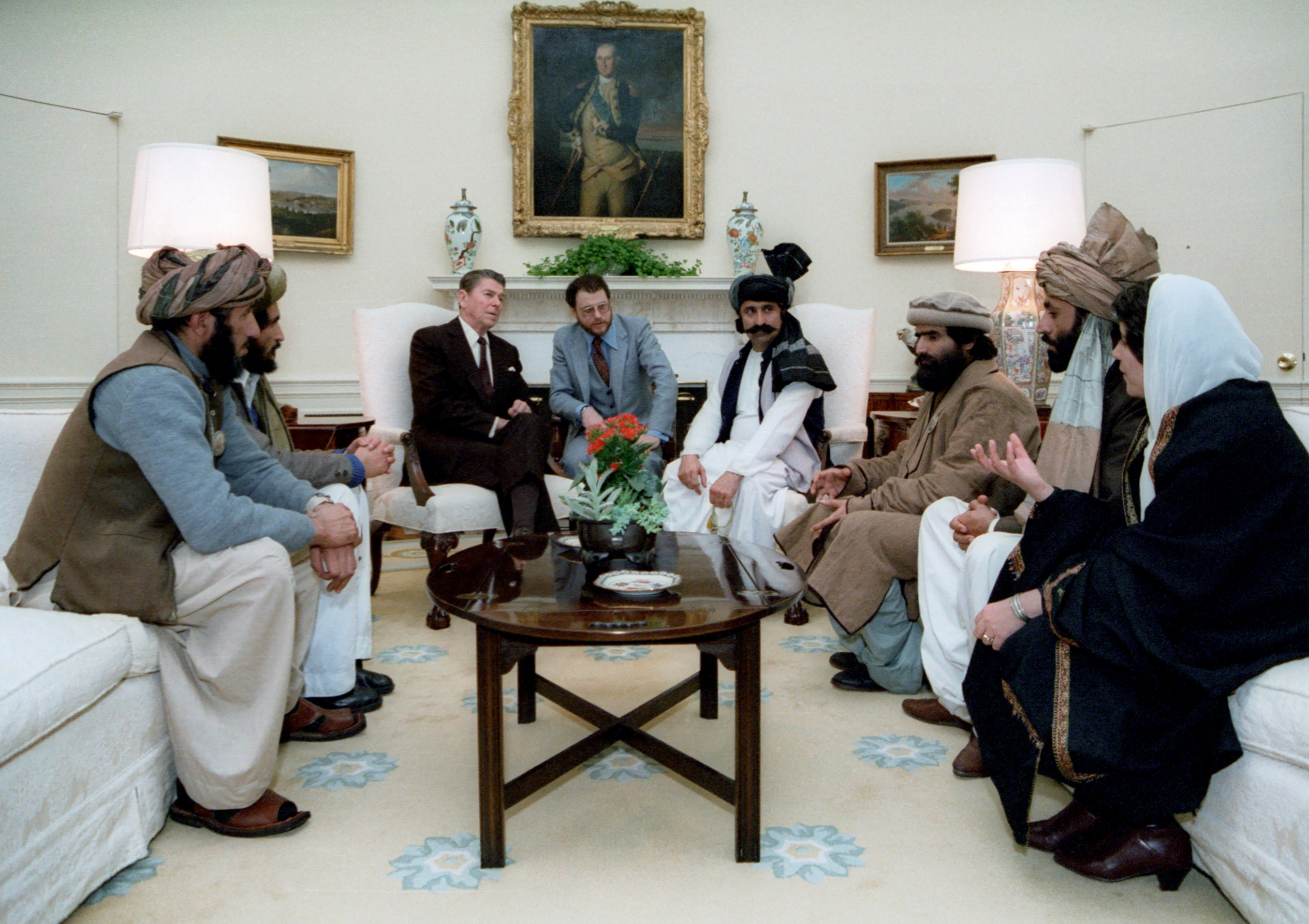
لقاء الرئيس رونالد ريغان مع قادة المجاهدين الأفغان في المكتب البيضاوي عام 1983

عرضت الولايات المتحدة حزمتين من المساعدات الاقتصادية والمبيعات العسكرية لدعم دور باكستان في الحرب ضد القوات السوفيتية في أفغانستان. بلغت حزمة المساعدة الأولى لست سنوات (1981-1987) 3.2 مليار دولار أمريكي، مقسمة بالتساوي بين المساعدة الاقتصادية والمبيعات العسكرية. باعت الولايات المتحدة أيضًا 40 طائرة من طراز أف-16 إلى باكستان خلال الفترة 1983-1987 بتكلفة 1.2 مليار دولار خارج حزمة المساعدة. أما الحزمة الثانية من المساعدات لست سنوات (1987-1993) فقد بلغت 4.2 مليار دولار. ومن هذا المبلغ، تم تخصيص 2.28 مليار دولار للمساعدة الاقتصادية في شكل منح أو قروض بفائدة تتراوح بين 2 و 3 في المائة. أما باقي المخصصات (1.74 مليار دولار) فكانت في شكل ائتمان لمشتريات عسكرية. تم توجيه أكثر من 20 مليار دولار من الأموال الأمريكية إلى البلاد لتدريب وتسليح مجموعات المقاومة الأفغانية.
تمت زيادة تمويل البرنامج سنويًا بسبب الضغط من قبل السياسيين الأمريكيين البارزين والمسؤولين الحكوميين، مثل تشارلز ويلسون، وجوردون همفري، وفريد إيكلي،وليام جي كاسي في ظل إدارة ريغان، تطور الدعم الأمريكي للمجاهدين الأفغان إلى محور السياسة الخارجية للولايات المتحدة، والذي يُطلق عليه مبدأ ريغان، حيث قدمت الولايات المتحدة دعمًا عسكريًا وغيره من أشكال الدعم لحركات المقاومة المناهضة للشيوعية في أفغانستان وأنغولا ونيكاراغوا. [بحاجة لمصدر]
استفاد المجاهدون من الدعم العسكري الأجنبي الموسع من الولايات المتحدة والسعودية وباكستان والمملكة المتحدة ودول إسلامية أخرى. وافقت السعودية على وجه الخصوص على مضاهاة الدولار مقابل الدولار الأموال التي كانت وكالة المخابرات المركزية ترسلها إلى المجاهدين. عندما تأخرت المدفوعات السعودية، سافر ويلسون وأفراكوتوس إلى السعودية لإقناع النظام السعودي بالوفاء بالتزاماته.
تفاوتت مستويات الدعم لمختلف الفصائل الأفغانية. تميل المخابرات الباكستانية إلى تفضيل الإسلاميين النشطين مثل الحزب الإسلامي وحقاني بقيادة حكمتيار. وافق بعض الأمريكيين. لكن آخرين فضلوا المعتدلين النسبيين مثل أحمد شاه مسعود. وكان من بين هؤلاء اثنين من محللي السياسة الخارجية في مؤسسة هيريتيج، مايكل جونز وجيمس أ.فيليبس، وكلاهما دافع عن مسعود باعتباره زعيم المقاومة الأفغانية الأكثر جدارة بالدعم الأمريكي بموجب عقيدة ريغان.

## ما بعد العملية
بعد انسحاب القوات السوفيتية، حولت الولايات المتحدة اهتمامها من أفغانستان. تم قطع التمويل الأمريكي عن حكمتيار وحزبه الإسلامي على الفور. كما خفضت الولايات المتحدة من مساعدتها للاجئين الأفغان في باكستان. [بحاجة لمصدر] في أكتوبر 1990، رفض الرئيس الأمريكي جورج دبليو بوش التصديق على أن باكستان لا تمتلك جهازًا تفجير نووي، مما أدى إلى فرض عقوبات على باكستان بموجب تعديل بريسلر (1985) ‏ لقانون المساعدة الخارجية (1961). أدى هذا إلى تعطيل حزمة المساعدة الثانية المقدمة في عام 1987 وتوقف المساعدة الاقتصادية والمبيعات العسكرية لباكستان باستثناء المساعدة الاقتصادية التي كانت في طريقها بالفعل إلى باكستان. تم التخلي أيضًا عن برامج المبيعات والتدريب العسكريين وطُلب من بعض الضباط العسكريين الباكستانيين الذين كانوا تحت التدريب في الولايات المتحدة العودة إلى ديارهم. في أواخر عام 1991، أقنع تشارلي ويلسون لجنة الاستخبارات بمجلس النواب بمواصلة تمويل المجاهدين، حيث زودهم بمبلغ 200 مليون دولار للسنة المالية 1992. وبتمويل مماثل من السعودية، بلغ هذا 400 مليون دولار لتلك السنة. كما تم تسليم القبائل الأفغانية أسلحة استولت عليها الولايات المتحدة من العراق خلال حرب الخليج. [60]

## الانتقادات

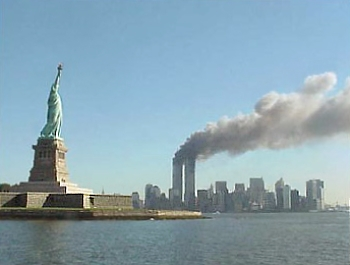
يؤكد النقاد أن تمويل المجاهدين لعب دورًا في التسبب في هجمات 11 سبتمبر.

تعرضت الحكومة الأمريكية لانتقادات لسماحها لباكستان بتحويل مبلغ غير متناسب من تمويلها إلى قلب الدين حكمتيار المثير للجدل، الذي يعتقد المسؤولون الباكستانيون أنه «رجلهم». وتعرض حكمتيار لانتقادات لقتله مجاهدين آخرين ومهاجمة السكان المدنيين، بما في ذلك قصف كابل بأسلحة زودتها به الولايات المتحدة، مما تسبب في سقوط 2000 ضحية. حيث قيل إن حكمتيار صديق لأسامة بن لادن، مؤسس القاعدة، الذي كان يدير عملية لمساعدة المتطوعين «العرب الأفغان» الذين يقاتلون في أفغانستان، تسمى مكتب الخدمات.
وقد حذر القائد الباكستاني الجنرال محمد ضياء الحق، الذي انزعج من سلوكه، حكمتيار قائلاً: «إن باكستان هي التي جعلته قائد أفغاني، وباكستان هي التي يمكن أن تدمره بنفس القدر إذا استمر في إساءة التصرف». وقد تعرضت وكالة المخابرات المركزية ووزارة الخارجية لانتقادات بسبب نشر كتب مدرسية تهدف إلى تلقين الأطفال بالعنصرية والكراهية تجاه الأجانب والأفغان غير المسلمين. تعرضت وكالة المخابرات المركزية ووزارة الخارجية لانتقادات بسبب علاقتهما المباشرة مع حكمتيار، خارج نطاق الاتصال بوكالة الاستخبارات الباكستانية،  على الرغم من كونه أحد أبرز مهربي الهيروين في المنطقة.
في أواخر الثمانينيات، قالت رئيسة الوزراء الباكستانية بينظير بوتو، التي كانت تشعر بالقلق إزاء القوة المتزايدة للحركة الإسلامية، للرئيس جورج دبليو بوش، «أنت تصنع فرانكنشتاين». وأكد آخرون أن تمويل المجاهدين ربما يكون قد لعب دورًا في التسبب في هجمات 11 سبتمبر. وقد وصف عدد من المعلقين السياسيين هجمات القاعدة بأنها «رد فعل» أو نتيجة غير مقصودة للمساعدة الأمريكية للمجاهدين.

## الصلة المفترضة بين CIAواسامة بن لادن
زعم البعض أن بن لادن والقاعدة كانوا مستفيدين من مساعدة وكالة المخابرات المركزية. تم تحدي هذا من قبل خبراء مثل كول - الذي أشار إلى أن سجلات وكالة المخابرات المركزية التي رفعت عنها السرية والمقابلات مع ضباط وكالة المخابرات المركزية لا تدعم مثل هذه الادعاءات وبيتر بيرغن، الذي يجادل: «النظرية القائلة بأن بن لادن تم إنشاؤها من قبل وكالة المخابرات المركزية يتم تقديمها دائمًا كبديهية مع عدم وجود دليل داعم». يصر بيرغن على أن التمويل الأمريكي ذهب إلى المجاهدين الأفغان، وليس المتطوعين الافغان العرب الذين وصلوا لمساعدتهم.
ومع ذلك، أشار السير مارتن إيوانز إلى أن الأفغان العرب «استفادوا بشكل غير مباشر من تمويل وكالة المخابرات المركزية، من خلال وكالة الاستخبارات الباكستانية ومنظمات المقاومة»، وأنه "يُعتقد أن ما يصل إلى 35 ألفًا من العرب الأفغان قد تلقوا مساعدات عسكرية. التدريب في باكستان بتكلفة تقدر بـحوالي 800 مليون دولار في السنوات التي سبقت عام 1988. " كان بعض أكبر المستفيدين الأفغان من وكالة المخابرات المركزية هم القادة العرب مثل حقاني وحكمتيار الذين كانوا من الحلفاء الرئيسيين لابن لادن على مدى سنوات عديدة.
حقاني أحد أقرب شركاء بن لادن في الثمانينيات تلقى مدفوعات نقدية مباشرة من عملاء وكالة المخابرات المركزية، دون وساطة من وكالة المخابرات الباكستانية. هذا المصدر المستقل للتمويل أعطى حقاني نفوذاً غير متناسب على المجاهدين. لعب حقاني وشبكته دورًا مهمًا في تشكيل ونمو القاعدة ، حيث سمح جلال الدين حقاني لأسامة بن لادن بتدريب المتطوعين المجاهدين في منطقة حقاني وبناء بنية تحتية واسعة هناك.

## انظر ايضاً
- زبغنيو بريجينسكي
- أحمد شاه مسعود
- حرب تشارلي ويلسون
- هوارد هارت
- جلال الدين حقاني
- جوان هيرنغ
- برنامج تيمبر سيكامور
- تسريب وثائق حرب أفغانستان
- هوارد هارت
- جوان هيرنغ
- مزاعم مساعدة وكالة المخابرات الأمريكية لأسامة بن لادن
- الحرب الإنجليزية الأفغانية الثالثة
- برنامج تيمبر سيكامور
- تورط الولايات المتحدة في تغيير النظام
- الولايات المتحدة والإرهاب الذي ترعاه الدولة
- حرب تشارلي ويلسون (فيلم)